# Shanklin
Shanklin è un paese di 8.000 abitanti della contea dell'Isola di Wight, in Inghilterra.